# Saint-Eulien

Saint-Eulien este o comună în departamentul Marne, Franța. În 2009 avea o populație de 435 de locuitori.